# Pridevniška beseda
Pridevniška beseda je ena od besednih vrst. V spolu, sklonu in številu se ravna po samostalniku. Nekateri pridevniki so nesklonljivi in se ne pregibajo z glasovnimi končnicami, temveč ostajajo v vseh spolih, sklonih in številih enaki (npr. lila, poceni). V stavku lahko igra vlogo prilastka (festivalsko dogajanje) ali povedkovega določila (Janez je lep).
Med pridevniške besede uvrščamo:
- pridevnik:
  - vrstni: slovenski ...
  - svojilni: sosedov, gospejin ...
  - lastnostni (kakovostni): bel, -a, -o; vroč -a, -e; zelen, -a, -o ...
- števnik:
  - glavni: ena, sto ...
  - vrstilni: prvi, triindvajseti ...
  - ločilni: petero/peter ...
  - nedoločni : nekaj ...
  - množilni: peteren ...
- pridevniški zaimek (ločimo svojilni, povratno-svojilni, vprašalni, oziralni, kazalni, nedoločni in celostni pridevniški zaimek): naš, -a, -e; takšen, takšn-a, -o ...